# 汉光武帝
漢光武帝劉秀（前5年1月15日—57年3月29日），字文叔，南陽郡蔡陽縣人（今湖北省枣阳市），東漢開國皇帝，25年8月5日至57年3月29日在位。廟號世祖，諡號光武皇帝。 
劉秀為汉高祖劉邦的九世孫，景皇帝劉啟的七世孫，长沙定王刘发之后，出身於南陽郡的地方豪族。新朝末年國家動蕩，各地寇盜蜂起。地皇三年（22年），劉秀與其兄長劉縯在宛（今河南省南陽市）起兵。25年，在古鄗城（今河北省邢台市柏乡县）登基稱帝，改元建武，國號為「漢」，史稱東漢。此後，劉秀逐步掃平各方勢力，最終統一中國。劉秀在位三十二年，社會逐漸從新朝末年的動蕩中恢復，故稱「光武中興」。建武中元二年（57年），劉秀逝世於洛阳。
劉秀的軍事才能很高。稱帝之後遣眾將攻伐四方，往往能從前方上報的排兵布陣形勢中發現問題，有時因前方不能及時得到糾正，便為敵人所敗。此外，劉秀待人誠懇簡約，寬厚有信，竇融、馬援等均由此歸心。對外政策方面，引南匈奴內遷入塞，分置諸部於北地、朔方、五原、雲中、定襄、雁門、代郡、西河緣邊八郡，詔單于徙居西河美稷。但此舉也成為東漢朝廷和民眾沉重的經濟負擔，在東漢與北匈奴的戰爭中南匈奴僅起到出兵助攻的作用，談不上替東漢守衛北邊。到了東漢中期由於羌患，使得南匈奴在北邊不斷發起暴亂，對東漢北邊的邊防乃至北方內地的安全構成了嚴重威脅，從而成為東漢北邊的一大邊患。

## 生平经历

### 早年

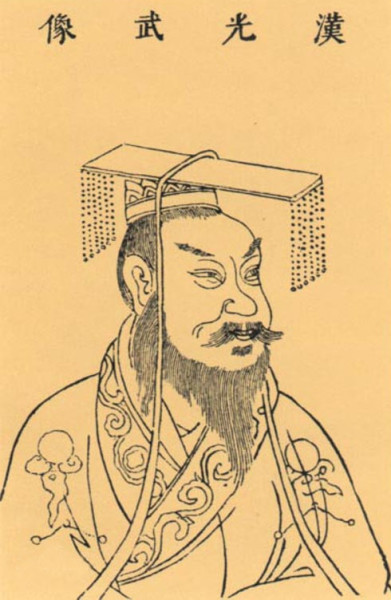
漢光武帝

建平元年十二月，刘秀父亲刘钦当时是济阳县县令，济阳县有汉武帝经过时修建的行宫，行宫经常封闭。当时樊娴都将要生产，刘钦因为自己居住的县令住宅地形低湿，就打开行宫后殿居住。十二月甲子（前5年1月15日）夜间，刘秀在济阳县行宫后殿第二内殿中出生。劉秀出生的时候，有赤光照耀整個房間，當年稻禾（嘉禾）一莖九穗，因此得名秀。
劉秀是汉高帝劉邦的九世孙，西汉景帝子长沙定王劉發之子舂陵節侯劉買的玄孙，即其與更始帝劉玄有同一位高祖父劉買。其父為南顿令劉欽，母樊娴都。世代居住在南阳郡蔡陽（今湖北省枣阳市西南），屬地方豪族。刘秀九岁时，父亲逝世，便由叔父劉良抚养。由于劉秀勤于农事，而兄劉縯愛好游侠，豢養門客，經常取笑劉秀，将他比做劉邦的兄弟劉喜。新朝天凤年间（14年—19年），劉秀至長安学习《尚书》，略通大義。成年後劉秀身高七尺三寸。
劉秀在新野县时，听闻陰麗華的美貌，心悦之。後至長安，見執金吾車騎甚盛，因歎曰：“仕宦當作執金吾，娶妻當得陰麗華。”

### 赤眉绿林起義
時值新莽天鳳五年（17年），天下大亂，赤眉軍與綠林軍各自起兵反王莽。地皇三年（22年），劉秀避吏於新野，因賣穀而至宛（今河南省南陽市），經李通勸說在宛起兵。地皇四年（23年）二月，劉縯、劉秀兄弟與綠林兵共同擁護劉玄稱帝，國號仍為漢，改元更始，史稱更始帝。同年劉秀率綠林軍三千以少勝多於昆陽滅王莽軍一萬，殺其主帥王尋，史稱昆陽之戰。
此後劉縯、劉秀兄弟威望大盛，遭到劉玄的猜忌。劉秀有所察覺，但劉縯不以為意，終被劉玄藉故殺死，同被殺死的還有同宗劉稷。此時劉秀也處於危險之中，只得向劉玄謝罪，且不敢為哥哥服喪，飲食言笑如常。劉玄心有所慚，故而拜劉秀為破虜大將軍、武信侯。

### 一统天下
後更始帝劉玄攻占长安，新莽灭亡。时河北王郎起兵，于是更始帝派劉秀巡視黃河以北，劉秀始得脫離險境。劉秀遂在河北積蓄力量，日益壯大，被更始帝封為「蕭王」。劉秀率吳漢、鄧禹等手下大將，繼續在北方大破銅馬等割據勢力，被關西人號為「銅馬帝」。由於劉秀與更始帝心生二意，自此劉秀手下便不斷勸進。
更始三年（25年）六月，赤眉军立刘盆子为傀儡皇帝。同月二十二己未日（25年8月5日），劉秀于鄗城即皇帝位，改元建武，国号仍为汉，史称东汉。九月，赤眉军击败刘玄，漢更始帝投降，同年十二月被杀。
劉秀因为汉朝是火德的缘故迁都洛阳，改洛阳为「雒阳」。刘秀先后荡平赤眉、张步、隗嚣等割据势力，然割据一方的卢芳，刘秀屡次遣吴汉、杜茂往击，均不克。建武十二年（36年），卢芳进攻云中郡，留守九原的部将随育胁迫卢芳降伏刘秀。卢芳放弃军队，逃往匈奴。同年十一月十九己卯日（36年12月25日），吴汉攻克成都，割据四川的公孙述成家政权灭亡，东汉统一中国。

### 倭國授印
建武中元二年（公元57年），第一次有明文記載「倭人國家」與中國往來。九州北部（博多灣沿岸）的倭奴國接受漢王朝的策封，光武帝封其為「倭奴國王」，並授予金印。
1784年，在日本北九州地區博多灣志賀島，出土一枚刻有「漢委奴國王」五個字的金印。這一枚金印也為中日兩國最早交往的證明。

### 执政时期

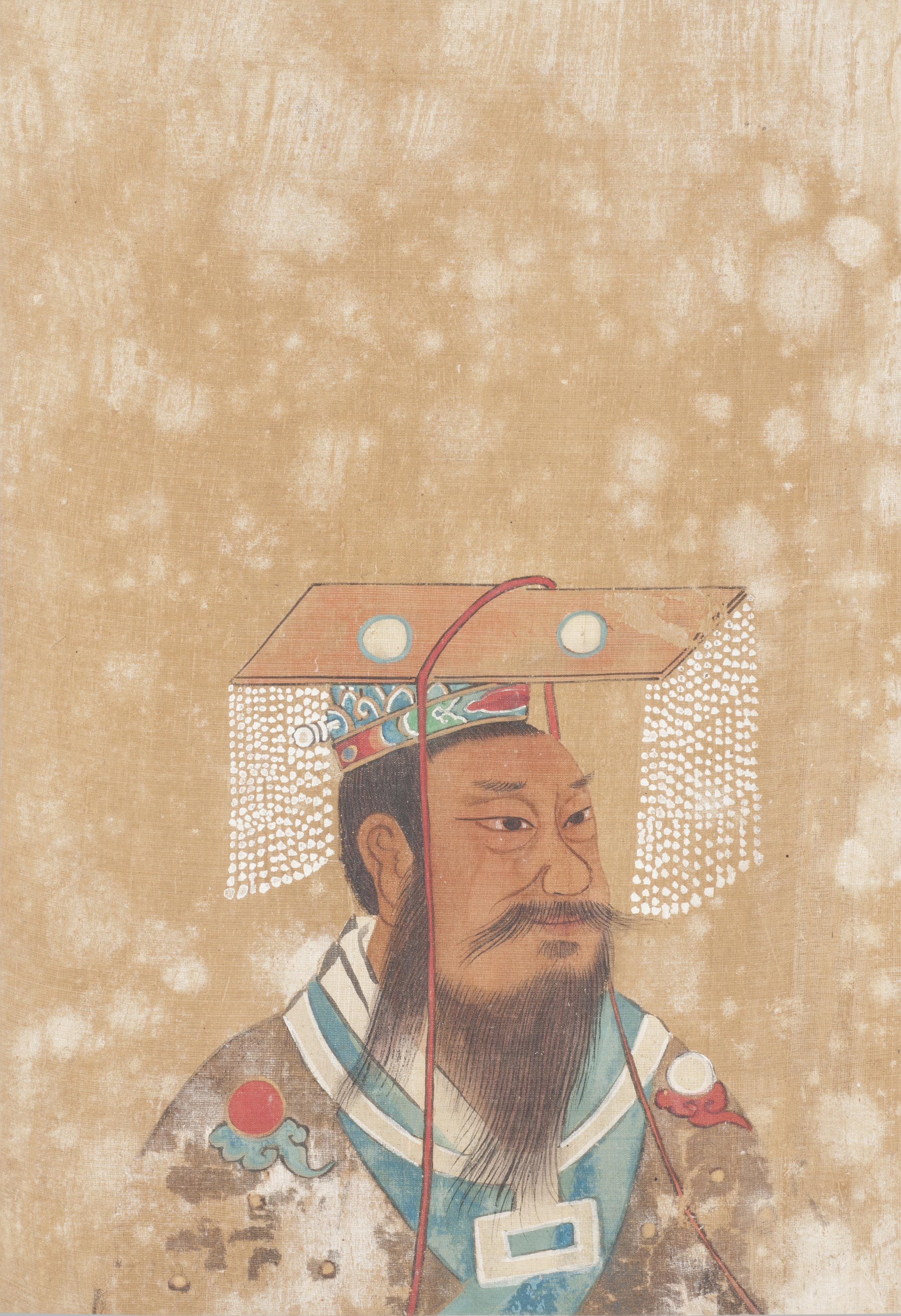
劉秀

劉秀勤于政事。“每旦視朝，日仄乃罢，數引公卿郎將議論经理，夜分乃寐”。在位期间，多次发布释放奴婢和禁止残害奴婢的诏书。为减少贫民卖身为奴婢，经常发救济粮，减少租徭役，兴修水利，发展农业生产。裁并郡县，精简官员。结果，裁并四百余县，官员十置其一。历史上称其统治时期为光武中兴。其间国势昌隆，号称“建武盛世”或“建武之治”。
刘秀统一中国后，厌武事，不言军旅，建武二十七年（51年），朗陵侯臧宫、扬虚侯马武上书：请乘匈奴分裂、北匈奴衰弱之际发兵击之，立“万世刻石之功”。光武却下诏：“今国无善政，灾变不息，人不自保，而复欲远事边外乎！……不如息民。”刘秀分封三百六十多位功臣为列侯，给予他们尊崇的地位，只解其兵权，刘秀诛杀功臣一说源于戏剧，令刘秀蒙受「不白之冤」。其实，在统一中国之前，他就开始削弱国防建设，废郡国兵制，罢郡国都尉。削弱地方兵权的同时，导致后来无力抵御外患，而豪强地主的部曲家兵则迅速发展，像东汉末年的董卓就是一例。刘秀以后不设丞相，而是“虽置三公”但“事归台阁”；一方面削弱三公权力，使三公成为虚位，另一方面又扩大尚书台的职权，成为皇帝发号施令的执行机构，所有权力集中于皇帝一身。”《后汉书·申屠刚传》说：“时内外群官，多帝自选举，加以法理严察，职事过苦，尚书近臣，至乃捶扑牵曳于前，群臣莫敢正言。”“自是大臣难居相任”。建武二十八年（52年）他借故搜捕王侯宾客，“坐死者数千人”，严禁结党营私。

### 駕崩
建武中元二年閏二月初六日戊戌（57年3月29日），崩于雒阳南宫前殿，享壽六十二岁，在位三十二年。三月丁卯（4月27日），安葬于漢原陵（今河南孟津县铁谢村附近），庙号世祖，谥光武皇帝。刘秀駕崩后，其子汉明帝刘庄将统一战争中功劳最大的二十八人的影像画在云台阁，称云台二十八将。

## 人物评价

### 正面

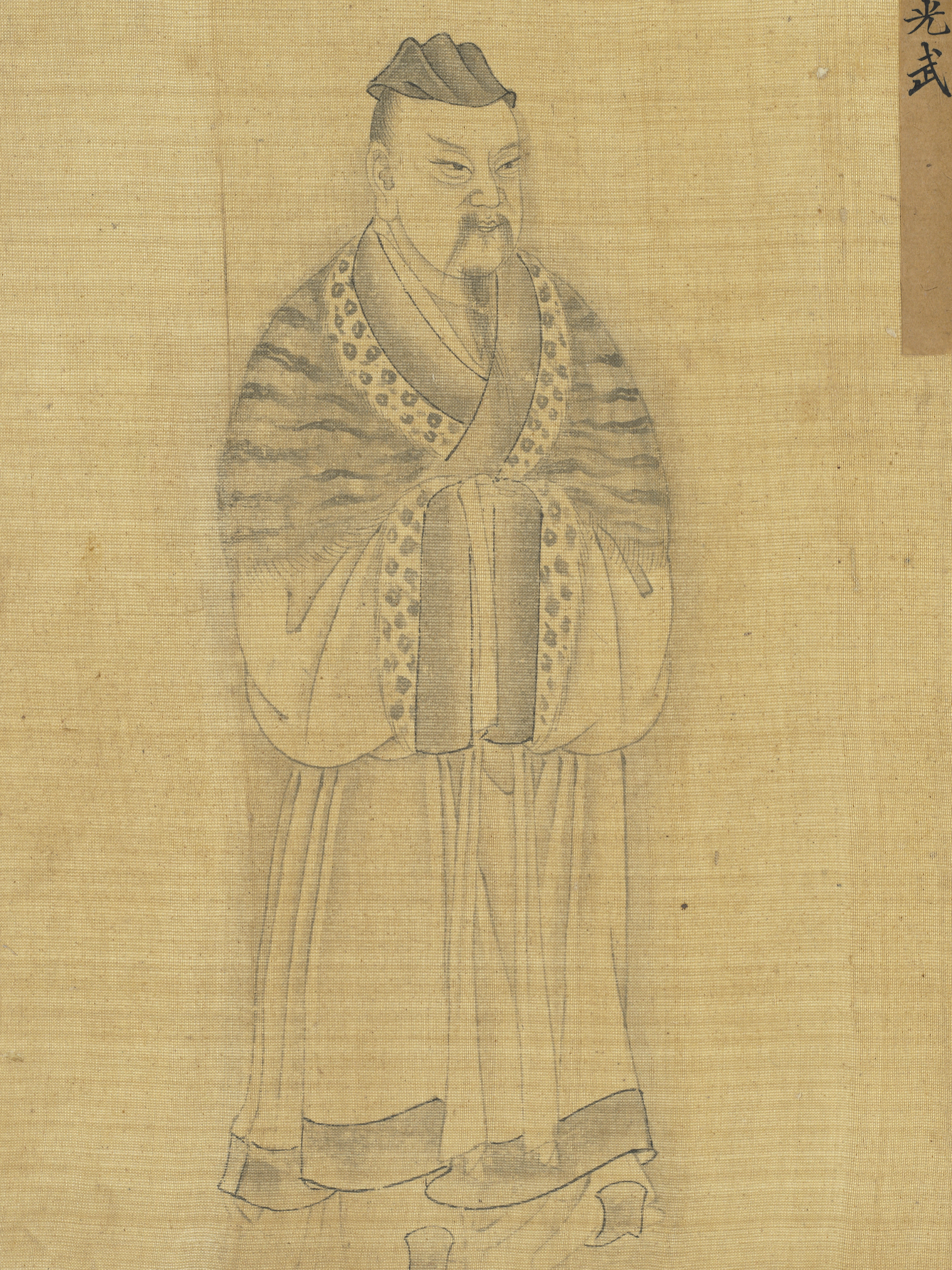
漢光武帝

- 《资治通鉴》称刘秀是个宽厚简易的人。在统一过程中，刘玄的一些手下曾参与谋害他的哥哥，他能够不计前嫌地招降并厚待；分封功臣时，不顾他人劝说，将最大的封地劃到了四县之广[12]；战争尚未结束，就将原来十分之一的税率减到三十分之一；马援为隗嚣所使，分别访问公孫述和刘秀，独为刘秀的人格魅力折服[13]；耿弇、窦融曾专制一方，以兵多权大心不自安，而刘秀对他们未有半点疑虑。凡此种种，都成为他成功的决定性因素。甚至在统一之后，他废郭皇后及太子劉彊，立阴皇后及次子刘阳（后改名莊），犹能令郭皇后到其子中山王的封国安享餘年，两子之间不生嫌隙，也没有受到臣下及后人的议论。
- 《东观汉记》︰帝即有仁圣之明，气势形体，天然之姿，固非人之敌，翕然龙举云兴，三雨而济天下，荡荡人无能名焉。

- 范曄：「雖身濟大業，競競如不及，故能明慎政體，總欖權綱，量時度力，舉無過事，退功臣而進文吏，戢弓矢而散馬牛，雖道未方古，斯亦止戈之武焉。」
- 诸葛亮：“光武神略计较，生于天心，故帷幄无他所思，六奇无他所出，于是以谋合议同，共成王业而已。”
- 曹植：「夫世祖體乾靈之休德，稟貞和之純精，通黃中之妙理，韜亞聖之懿才。其為德也，聰達而多識，仁智而明恕，重慎而周密，樂施而愛人。值陽九無妄之世，遭炎光厄會之運。殷爾雷發，赫然神舉。用武略以攘暴，興義兵以掃殘。神光前驅，威風先逝。軍未出於南京，莽已弊於西都。夫當此時也，九州鼎沸，四海淵湧。言帝者二三，稱王者四五。鹹鴟視狼顧，虎超龍驤。光武秉朱光之巨鉞，震赫斯之隆怒，其盪滌兇穢，剿除醜類，若順迅風而縱烈火，曬白日而掃朝雲也。爾乃廟勝而後動眾，計定而後行師。故攻無不陷之壘，戰無奔北之卒。是以羣下欣欣，歸心聖德。量力則勢微，論輔則力劣。卒能握乾圖之休徵，應五百之顯期。立不刊之遐跡，建不朽之元功。金石播其休烈，詩書載其勳懿。故曰光武其優也。」
- 刘渊︰「我世祖光武皇帝诞资圣武，恢复鸿基，祀汉配天，不失旧物，俾三光晦而复明，神器幽而复显。显宗孝明皇帝、肃宗孝章皇帝累叶重晖，炎光再阐。」
- 司马昱:「汉世祖雄豪之中，最有俊令之体，贤达之风。高祖则倜傥疏达，魏武则猜忌狭吝。」
- 萧绎︰「仲长公理言世祖文史为胜，晋简文言光武雄豪之类，最为规检之风，世诚以为子建言其始，孔明扬其波，公理导其源，简文宏其说。则通人之谈，世祖为极优矣。」
- 李靖︰「光武虽藉前构，易于成功，然莽势不下于项籍，寇、邓未越于萧、张，独能推赤心，用柔治，保全功臣，贤于高祖远矣！以此论将将之道，臣谓光武得之。」
- 李渤︰「光武皇帝跃白水，乘旧德，贼莽百万，且溃且溺，又平赤眉、铜马、陇蜀诸寇，非项氏等夷。其佐命与三杰亦异，挍其武踪，功次高祖。若乃稽古宅周，勋臣寿，儒学光，教化浃洽，躬践理平，自牧以谦，自勤以劳，兢兢若不及，过矣无次也。」
- 苏德祥:「开辟以来，圣帝明王多矣。粤若无位而兴，无兵而起；自民间兮为天子，而能扫荡烟尘，混同文轨；保功臣之令名，进文吏而致治，有始有终者，惟光武皇帝而已。」
- 欧阳修︰「自古拨乱之主身致太平未有若光武、太宗者也。光武发迹昆阳，破寻、邑百万之众，杖节渡河，诛王郎，击败铜马、青犊、赤眉、张步、隗嚣之属，皆身在兵间，冒锋镝、履行阵。自平陇蜀之后，知天下疲耗，思乐息肩，偃武事、修文教，非儆急未尝复言军旅，太子问攻战之事则不答，臧宫、马武之徒请击匈奴则以不如息兵。每旦视朝，日昃乃罢，讲论经理，夜分而寐，虽身济大业而兢兢如不及，故能明慎政体，总揽权纲，量时度力，举无过事，享国三十余年，海内称治。太宗起义兵晋阳，斩宋老生，击败薛仁杲，破刘武周，走宋金刚，擒窦建德，降王世充，皆身为大将削平僭窃，四方遂定。既即大位，知守成之为难，委任房、杜与谋大政，而魏郑公、王珪、马周之徒，谏必行、言必听，以仁义治天下，数年之后天下大治，蛮夷君长袭衣冠带刀宿卫，东薄海、南跨岭，户辟不闭，行旅不赍粮，取给于道，几致刑措，享国二十余年。夫以光武当王莽之余，太宗当隋炀之后，身平祸乱创复大业，不数年之间遂致太平、享国长久者，彼诚知君道而雄材盛德足以致帝王之隆也。故履患难而无惧慑之志，处安乐而无骄逸之心，太平之治其应如响，不其然乎?彼唐庄宗夹河数十战而后胜梁，一得位号遂肆骄逸，不旋踵而失之矣，尚能致治也哉? 」
- 张耒︰「汉自成哀不君，权归外家，王莽卒盗而有之，天下大乱，民心思汉，惟世祖以匹夫起田亩，出入行阵，躬夷大难，勇无坚敌，智无遗策，故能祀汉配天光复旧物，一时羣雄芟夷畧尽，抚有方夏，覃及蛮貊，声教所暨比隆武宣，是宜暴鸷强抗，玩兵黩武，视民如草芥而不讲于治国之事也。而武功既成海内既定则抑功臣，进文吏，投戈讲艺，息马论道，英伟之度屈于礼乐，骁猛之气束于儒学，敦尚经术，宾延儒雅，开广学校，修明典礼，焕然一变旧汉之俗，盖尝以谓︰「吾理天下欲以柔道行之」。至于明章继志承统，纂修洪业典章，文物灿然大备，故后世言礼乐稽古称东汉焉。孝和巳后，汉徳不竞，破壊板荡可谓极矣，而仗节死义之士如袁安、杨震、李固、陈蕃之徒救于上，符融、郭泰、范滂、许邵之徒助于下，矜尚名节以振激衰弊，蹈死而不悔。至于献帝，人主特号而巳，而曹操终不敢身自取之，彼其心诚有所畏故也。盖礼乐之功，风化之美足以保国长世如此，皆世祖之遗烈也。呜呼!自三代以来一人而巳。」
- 胡寅︰「昔孔子语冉有曰：“卫庶矣！”冉有曰：“又何加焉？”曰：“富之。”曰：“富矣，又何加焉？”曰：“教之。”唐文皇不世出之君也，房、杜，宗臣之魁也，相与图治，至于斗米数钱，行旅不斋粮，则贞观之功极矣。其礼乐道化无传焉。千载一时，而所成就止此，可不深嗟而重惜哉！故予尝论三代而后，独汉光武、明、章之治，庶几于教者，可一变而王也。」
- 陳櫟：「天下已定，用偃武修文，投戈講藝，息馬論道，自隴、蜀平後，非警急不復言兵。審黃石以存苞桑之誡；閉玉關以息西域之質。數引公卿郎將講論五經，修起太學，務用安靜。廣求民謨，除王莽之繁文，還漢家之輕法，三十年間，四夷賓服，家給人足，政教清明，功業可謂盛矣。」
- 王泰來：「光武天錫義勇，神運機智，戡定禍亂，削平天下，海內蒙恩，德至渥也。」
- 胡一桂：「退功臣而進文吏，戢弓矢而散馬牛，斯亦止戈之武焉。加以身衣大練，色無重彩，耳不聽鄭衞之音，手不持珠玉之玩，宮房無私愛，左右無偏恩，損上林池御這官，廢騁望弋獵之事，勤約之風，行於上下。是以三十年間，四夷賓服，百姓家給，政教清明。」

- 明朝官修皇帝实录《明太祖实录》记载，明太祖朱元璋在洪武七年八月初一日（1374年9月7日），亲自前往南京历代帝王庙祭祀三皇、五帝、夏禹王、商汤王、周武王、汉高祖、汉光武帝、隋文帝、唐太宗、宋太祖、元世祖一共十七位帝王[14]，其中对汉光武帝刘秀的祝文是：“惟汉光武皇帝延揽英雄，励精图治，载兴炎运，四海咸安。有君天下之德而安万世之功者也。元璋以菲德荷天佑人助，君临天下，继承中国帝王正统，伏念列圣去世已远，神灵在天，万古长存，崇报之礼，多未举行，故于祭祀有阙。是用肇新庙宇于京师，列序圣像及历代开基帝王，每岁祀以春、秋仲月，永为常典。今礼奠之初，谨奉牲醴、庶品致祭，伏惟神鉴。尚飨！”[15]
- 刘定之︰「汉光武皇帝享国馀三十年，垂綂过二百年，祀典越千数百年而弗替，何其盛哉!窃尝以为武功文治，帝者之所难兼。自汉诸帝言之武，无竞于高祖，而以在位日浅，故不暇给。于文文莫懿于太宗，而以继体守成，故无所事于武。兼之者帝也。至其量时度力闭关却质置孝武之功于度量之外，明慎政体总揽权纲包孝宣之治于范围之内，帝之所就出乎汉诸帝之右有若此者，则其盛也不亦宜乎?」
- 杨廷和 :「三代以前，圣莫如舜，未闻追崇其所生父瞽瞍也。三代以后，贤莫如汉光武，未闻追崇其所生父南顿君也。」
- 王志堅《读史商语》: 世祖詔︰「百僚上書不得言聖」，明帝詔︰「自今若有過稱虛譽，尚書皆宜抑而不省，示不為諂子蚩也。」如世祖父子可謂度越千古矣。
- 谢肇淛 《五杂俎》︰「三代以下之主，汉文帝为最；光武、唐太宗次之；宋仁宗虽恭俭，而治乱相半，不足道也；文帝不独恭俭，其天资学问，德性才略，近于王者，使得伊、周之佐，兴礼作乐，不难也；光武太宗，以俞业而兼守成，纬武经文，力行致治，皆间世之贤主也。然建武之政，近于操切；贞观之治，末稍不终；盖不惟分量之有限，亦且辅相之非人。宋仁宗四十年中，君子小人相杂并进，河北西夏，日寻兵革，苟安之不暇，何暇致刑措哉？」
- 顾炎武《日知录》︰「观夫史之所录，无非功名势利之人，笔札喉舌之辈，而如董生之言正谊明道者不一二见也，盖自春秋之后，至东京，而其风俗稍复乎古，吾是以知光武、明、章果有变齐至鲁之功，而借其未纯乎道也。自斯以降，则宋庆历、元右之间为优矣。嗟乎，论世而不考其风俗，无以明人主之功。余之所以斥周末而进东京，亦《春秋》之意也。」

- 王夫之《读通鉴论》：“光武之得天下，较高帝而尤难矣。光武之神武不可测也！三代而下，取天下者，唯光武独焉！”“自三代而下，唯光武允冠百王矣”。
- 弘曆:「自古中興賢主，夏有少康，周有宣王，漢有光武，尚矣。考其所以興，皆由英眀大度，用賢任能，寬以愛民，仁以撫下，天下歸心，用復舊業，豈非天順民歸受命而帝者乎？當王莽之亂也，漢家宗室防絕，廢斥王侯，以翦漢祀，城邑為墟，邱隴發掘，其禍甚於羿、浞之亂、奔彘之辱，而光武乃以布衣仗義，奮袂大呼，天下響應。鄧禹、馮異、寇恂、耿弇、吳漢輩，皆一時之傑，光武得而用之，用平赤眉、張步之亂，成隴、蜀之功，戡亂誅暴，平定海內，卒踐帝祚，功烈不讓於少康、周宣矣。及天下平定，口不言兵，尊儒重道，褒賞循吏，西域遣子入侍，卻之不受，又非好大喜功者比。而保全功臣，恩昭九族，則又遠勝於髙祖，可謂賢矣，是以培養東漢二百年之祚。眀、章繼之，休養生息，至於靈、獻，董、曹之亂甚於王莽，而建安之位號依然，豈非光武垂教立則有以培其風俗、庇其子孫哉？石勒絀光而尊高，非尊高也，彼蓋見夫當時若項籍、淮陰輩鹹勇智絕倫，高祖皆得而蕩滅臣伏之，故不得不俯首北面。光武仁心厚德，與勒異趨，亦豈勒所能窺測哉？曹子建之論漢二祖，卓識閎議，信百世所莫易也。」
- 赵翼︰「汉文帝诏曰：「人主不德，则天示之灾。今日食适见于天，灾孰大焉。」宣帝诏曰：「皇天见异，以戒朕躬。」光武诏曰：「吾德薄致灾，谪见日月，战栗恐惧，夫何言哉。今方念愆，庶消厥咎。其令百官，各上封事。上书者，不得言圣。」明帝诏曰：「朕奉承祖业，无有善政。日月薄蚀，彗孛见天。虽夙夜勤思，而知能不逮。今之动变，倘有可救，其言事者，靡有所讳。」又诏曰：「朕以无德，下贻人怨，上动三光，日食之变，其灾尤大。春秋图谶，所谓至谴。永思厥咎，在予一人。」章帝诏曰：「朕之不德，上累三光，震栗切切，痛心疾首。前代圣君，博思咨诹，有开匮反风之应。今予小子，徒惨惨而已。」以上诸诏，皆有道之君，太平之世，尚遇灾而惧如此。」

### 负面
- 刘秀迷信图谶，與不信谶的大臣發生衝突[16][17][18]。
- 且有时因感情用事，处事不公，韩歆因直谏被逼死[19]。
- 劉秀又包庇湖阳公主险些杀死董宣[20]。

## 家族成员

### 祖先
| \| \| \| \| \| \| \| \| \| \| \| \| \| \| \| \| \| \| \| \| 高祖父：舂陵节侯刘买 \| \| \| \| \| \| \| \| \| \| \| \| \| \| \| \| \| \| \| \| \| \| \| \| \| \| \| \| \| \| \| \| \| \| \| \| \| \| \| \| \| \| \| \| \| \| \| \| \| \| \| \| \| \| 曾祖父：郁林太守刘外 \| \| \| \| \| \| \| \| \| \| \| \| \| \| \| \| \| \| \| \| \| \| \| \| \| \| \| \| \| \| \| \| \| \| \| \| \| \| \| \| \| \| \| \| \| \| \| \| \| \| \| \| \| \| 祖父：巨鹿都尉刘回 \| \| \| \| \| \| \| \| \| \| \| \| \| \| \| \| \| \| \| \| \| \| \| \| \| \| \| \| \| \| \| \| \| \| \| \| \| \| \| \| \| \| \| \| \| \| \| \| \| \| \| \| \| \| 父：南顿县令刘钦 \| \| \| \| \| \| \| \| \| \| \| \| \| \| \| \| \| \| \| \| \| \| \| \| \| \| \| \| \| \| \| \| \| \| \| \| \| \| \| \| \| \| \| \| \| \| \| \| \| \| \| \| \| \| 世祖光武皇帝刘秀 \| \| \| \| \| \| \| \| \| \| \| \| \| \| \| \| \| \| \| \| \| \| \| \| \| \| \| \| \| \| \| \| \| \| \| \| \| \| \| \| \| \| \| \| \| \| \| \| \| \| \| \| \| \| 外祖父：樊重 \| \| \| \| \| \| \| \| \| \| \| \| \| \| \| \| \| \| \| \| \| \| \| \| \| \| \| \| \| \| \| \| \| \| \| \| \| \| \| \| \| \| \| \| \| \| \| \| \| \| \| \| \| \| 母：县令夫人樊娴都 \| \| \| \| \| \| \| \| \| \| \| \| \| \| \| \| \| \| \| \| \| \| \| \| \| \| \| \| \| \| \| \| \| \| \| \| \| \| \| \| \| \| \| \| \| \| \| \| \| \| \| \| |                      |  |  |  |  |  |  |  |  |  |  |  |  |  |  |  |
| |                      |  |  |  |  |  |  |  |  |  |  |  |  |  |  |  |
| | 高祖父：舂陵节侯刘买 |  |  |  |  |  |  |  |  |  |  |  |  |  |  |  |
| |                      |  |  |  |  |  |  |  |  |  |  |  |  |  |  |  |
| |                      |  |  |  |  |  |  |  |  |  |  |  |  |  |  |  |
| | 曾祖父：郁林太守刘外 |  |  |  |  |  |  |  |  |  |  |  |  |  |  |  |
| |                      |  |  |  |  |  |  |  |  |  |  |  |  |  |  |  |
| |                      |  |  |  |  |  |  |  |  |  |  |  |  |  |  |  |
| | 祖父：巨鹿都尉刘回   |  |  |  |  |  |  |  |  |  |  |  |  |  |  |  |
| |                      |  |  |  |  |  |  |  |  |  |  |  |  |  |  |  |
| |                      |  |  |  |  |  |  |  |  |  |  |  |  |  |  |  |
| | 父：南顿县令刘钦     |  |  |  |  |  |  |  |  |  |  |  |  |  |  |  |
| |                      |  |  |  |  |  |  |  |  |  |  |  |  |  |  |  |
| |                      |  |  |  |  |  |  |  |  |  |  |  |  |  |  |  |
| | 世祖光武皇帝刘秀     |  |  |  |  |  |  |  |  |  |  |  |  |  |  |  |
| |                      |  |  |  |  |  |  |  |  |  |  |  |  |  |  |  |
| |                      |  |  |  |  |  |  |  |  |  |  |  |  |  |  |  |
| | 外祖父：樊重         |  |  |  |  |  |  |  |  |  |  |  |  |  |  |  |
| |                      |  |  |  |  |  |  |  |  |  |  |  |  |  |  |  |
| |                      |  |  |  |  |  |  |  |  |  |  |  |  |  |  |  |
| | 母：县令夫人樊娴都   |  |  |  |  |  |  |  |  |  |  |  |  |  |  |  |
| |                      |  |  |  |  |  |  |  |  |  |  |  |  |  |  |  |
| |                      |  |  |  |  |  |  |  |  |  |  |  |  |  |  |  |

- 七世祖：漢景帝與程姬的侍者唐兒（即唐姬）生長沙定王劉發。
- 六世祖：劉發，生舂陵節侯劉買。
- 五世祖：劉買，生舂陵戴侯劉熊渠和鬱林太守劉外。
- 曾祖父：劉外，生巨鹿都尉劉回。
- 祖父：劉回，生南顿令劉欽和劉良。
- 父：劉欽，娶樊重女樊娴都，生長女劉黃、次女劉元、長男劉縯、次男劉仲、三男劉秀、三女劉伯姬。

### 嗣父
- 汉元帝刘奭[21][22]

### 妃
- 皇后郭聖通
- 光烈皇后陰麗華
- 美人许氏

### 子女
- 刘彊，东海恭王，生母郭圣通
- 刘辅，沛献王，生母郭圣通
- 刘英，楚厉侯，生母许美人
- 汉明帝刘庄，生母阴丽华
- 刘康，济南安王，生母郭圣通
- 刘苍，东平宪王，生母阴丽华
- 刘延，阜陵质王，生母郭圣通
- 刘荆，广陵思王，生母阴丽华
- 刘衡，临淮怀公，生母阴丽华
- 刘焉，中山简王，生母郭圣通
- 刘京，琅邪孝王，生母阴丽华
- 舞阴长公主刘义王
- 涅阳公主刘中礼
- 馆陶公主刘红夫
- 淯阳公主刘礼刘
- 郦邑公主刘绶

## 軼事典故
光武省亲：
建武三年（公元27年）冬十月壬申，幸舂陵（今湖北省枣阳市吴店镇），祠园庙，因置酒旧宅，大会故人父老。
提高家乡建制：
建武六年（公元30年）春正月丙辰，改舂陵乡为章陵县。世世复徭役，比丰、沛，无有所豫。
以柔治国：
建武十七年（公元41年）冬十月甲申，幸章陵。修园庙，祠旧宅，观田庐，置酒作乐，赏赐。时，宗室诸母因酣悦，相与语曰：“文叔少时谨信，与人不款曲，唯直柔耳。今乃能如此！”帝闻之，大笑曰：“吾理天下，亦欲以柔道行之。”乃悉为舂陵宗室起祠堂。

## 耶穌受難的天文巧合
建武七年（公元31年）三月癸亥晦，日有食之，避正殿，寑兵，不聽事五日。詔曰：「吾德薄致災，謫見日月，戰慄恐懼，夫何言哉！今方念愆，庶消厥咎。其令有司各修職任，奉遵法度，惠茲元元。百僚各上封事，無有所諱。其上書者，不得言聖。」夏四月壬午，詔曰：「比陰陽錯謬，日月薄食。百姓有過，在予一人，大赦天下。公、卿、司隸、州牧舉賢良、方正各一人，遣詣公車，朕將覽試焉。」
這與對觀福音對耶穌被釘十字架之後天空變暗/日蝕有巧合之處，這裡的癸亥日是指建武七年（公元31年）三月的最後一天。當時東漢的首都在洛陽，時差和耶路撒冷為5個小時。假如這一天文現象出現在耶路撒冷是從中午到下午3點（古代時間6時到第9時，現代人時間是從中午到下午中部），那麼在洛陽，就會是在下午的5點到8點見到這一天文現象。
有最新推算，耶稣钉十字架的日期是公元33年4月3日星期五，所以也许该巧合不成立。

## 影視形象
- 電視歌仔戲《東漢演義》（1990年）：由黃香蓮飾演劉秀
- 外臺歌仔戲《劉秀興漢》（2000年）：由黃香蓮飾演劉秀
- 大陸電視劇《光武帝刘秀》（2000年）：由张光北飾演劉秀
- 大陸電視劇《光武大帝》（2002年）：由寇振海飾演劉秀
- 大陸電視劇《秀麗江山之長歌行》（2016年）：由袁弘飾演劉秀

## 游戏作品
- 《軒轅劍柒》中登场
- 《忘川風華錄》天品名士

## 延伸阅读
[在维基数据编辑]
 在维基文库阅读此作者作品（ 在维基共享资源阅览影像、分类）
 《後漢書/卷1上》，出自范晔《後漢書》

### 引用
1. ↑  《后汉书注·卷一上·光武帝纪第一上》：南阳，郡，今邓州县也。蔡阳，县，故城在今随州枣阳县西南。
2. ↑  「遣中郎將段郴授南單于璽綬，令入居雲中，始置使匈奴中郎將，將兵衛護之。南單于遣子入侍，奉奏詣厥。於是雲中、五原、朔方、北地、定襄、雁門、上谷、代八郡民歸於本土。遣謁者分將施刑補理城郭。發遣邊民在中國者，布還諸縣，皆賜以裝錢，轉輸給食。」（《後漢書·卷一下》）
「於是復詔單于徙居西河美稷，因使中郎將段郴及副校尉王郁留西河擁護之，為設官府、從事、掾史。令西河長史歲將騎二千、弛刑五百人，助中郎將衛護單于，冬屯夏罷。自後以為常，及悉復緣邊八郡。」（《後漢書·卷八十九》）
3. ↑  薛海波：《南匈奴內遷與東漢北邊邊防新論》，《内蒙古社会科学》，2012年 第3期。
4. ↑  《后汉书·卷一下·光武帝纪第一下》：论曰：皇考南顿君初为济阳令，以建平元年十二月甲子夜生光武于县舍，有赤光照室中。
5. ↑  《东观汉记·卷一》：皇考初为济阳令，济阳有武帝行过宫，常封闭。上将生，皇考以令舍下湿，开宫后殿居之。建平元年十二月甲子夜上生时，有赤光，室中尽明。皇考异之，使卜者王长卜之。长曰:“此善事不可言。”是岁嘉禾生，一茎九穗，大于凡禾，县界大丰熟，因名上曰秀。是岁凤皇来集济阳，故宫皆画凤凰。圣瑞萌兆，始形于此。上为人隆准，日角，大口，美须眉，长七尺三寸。
6. ↑  《论衡·卷二》：光武帝建平元年十二月甲子生于济阳宫后殿第二内中，皇考为济阳令，时夜无火，室内自明。皇考怪之，即召功曹吏充兰，使出问卜工。兰与马下卒苏永俱之卜王长孙所。长孙卜，谓永、兰曰:“此吉事也。毋多言。”是岁，有禾生景天中，三本一茎九穗，长于禾一二尺，盖嘉禾也。
7. ↑  《後漢書》卷1：身長七尺三寸，美須眉，大口，隆準，日角。
8. ↑  《后汉书· 光烈阴皇后纪》
9. ↑  《漢書》作者班固：“六月，邑與司徒尋發雒陽，欲至宛，道出潁川，過昆陽。昆陽時已降漢，漢兵守之。嚴尤、陳茂與二公會，二公縱兵圍昆陽。嚴尤曰：「稱尊號者在宛下，宜亟進。彼破，諸城自定矣。」邑曰：「百萬之師，所過當滅，今屠此城，喋血而進，前歌後舞，顧不快邪！」遂圍城數十重。城中請降，不許。嚴尤又曰：「『歸師勿遏，圍城為之闕』，可如兵法，使得逸出，以怖宛下。」邑又不聽。會世祖悉發郾、定陵兵數千人來救昆陽，尋、邑易之，自將萬餘人行陳，敕諸營皆按部毋得動，獨迎，與漢兵戰，不利。大軍不敢擅相救，漢兵乘勝殺尋。昆陽中兵出並戰，邑走，軍亂。天風蜚瓦，雨如注水，大眾崩壞號謼，虎豹股慄，士卒奔走，各還歸其郡。邑獨與所將長安勇敢數千人還雒陽。關中聞之震恐，盜賊並起。”
10. ↑  吴树平校注《东观汉记》卷一:自上即位，案图谶，推五运，汉为火德。周苍汉赤，水生火，赤代苍，故上都雒阳。
11. ↑  《后汉书·卷十二·卢芳传》
12. ↑  《资治通鉴·卷40》：庚辰，悉封诸功臣为列侯；梁侯邓禹、广平侯吴汉皆食四县。博士丁恭议曰：“古者封诸侯不过百里，强干弱枝，所以为治也。今封四县，不合法制。”帝曰：“古之亡国皆以无道，未尝闻功臣地多而灭亡者也。”
13. ↑  《资治通鉴·卷41》：援初到，良久，中黄门引入。帝在宣德殿南庑下，但帻，坐，迎笑，谓援曰：“卿遨游二帝间，今见卿，使人大惭。”援顿首辞谢，因曰：“当今之世，非但君择臣，臣亦择君矣。臣与公孙述同县，少相善；臣前至蜀，述陛戟而后进臣。臣今远来，陛下何知非刺客奸人，而简易若是！”帝复笑曰：“卿非刺客，顾说客耳。”援曰：“天下反覆，盗名字者不可胜数；今见陛下恢廓大度，同符高祖，乃知帝王自有真也。”
14. ↑  根据《大明太祖高皇帝实录》（简称《明太祖实录》）卷九十二记载，明太祖朱元璋在洪武七年八月初一日，亲自前往南京历代帝王庙祭祀从伏羲至元世祖十七位帝王，这十七位帝王分别是：三皇（伏羲、炎帝、黄帝）、五帝（少昊、颛顼、高辛、唐尧、虞舜）、三王（夏禹王、商汤王、周武王）、汉高祖、汉光武帝、隋文帝，唐太宗、宋太祖、元世祖。
洪武二十一年（1388年）隋文帝的塑像被撤出南京历代帝王庙，根据《大明太祖高皇帝实录》（简称《明太祖实录》）卷之一百八十八记载：洪武二十一年春正月“戊午，遣官祀历代帝王。初，历代帝王庙五室祀，伏羲至元世祖凡十七帝。至是，去隋文帝，凡十六帝，为五室，中三室居三皇、五帝、三王如旧，最东一室则汉高祖、光武、唐太宗，最西一室则宋太祖、元世祖，从祀名臣凡四坛，东庑第一坛九人，风后、皋陶、龙、伯益、傅说、召公奭、召虎、张良、曹参，西庑第一坛九人，力牧、夔、伯夷、伊尹、周公旦、太公望、方叔、萧何、陈平，东庑第二坛十人，周勃、冯异、房玄龄、李靖、李晟、潘羙、岳飞、木华黎、博尔忽、伯颜，西庑第二坛九人，邓禹、诸葛亮、杜如晦、郭子仪、曹彬、韩世忠、张浚、博尔术、赤老温。”
15. ↑  来源于《大明太祖高皇帝实录》（简称《明太祖实录》）卷九十二的相关记载。
16. ↑  《资治通鉴·卷42》：帝好图谶，与郑兴议郊祀事，曰：“吾欲以谶断之，何如？”对曰：“臣不为谶。”帝怒曰：“卿不为谶，非之邪？”兴惶恐曰：“臣于书有所未学，而无所非也。”帝意乃解。
17. ↑  《资治通鉴·卷44》：初，上以《赤伏符》即帝位，由是信用谶文，多以决定嫌疑。给事中桓谭上疏谏曰：“……”疏奏，帝不悦。会议灵台所处，帝谓谭曰：“吾以谶决之，何如？”谭默然，良久曰：“臣不读谶。”帝问其故，谭复极言谶之非经。帝大怒曰：“桓谭非圣无法，将下，斩之！”谭叩头流血，良久，乃得解。出为六安郡丞，道病卒。
18. ↑  《资治通鉴·卷44》：范晔论曰：桓谭以不善谶流亡，郑兴以逊辞仅免；贾逵能附会文致，最差贵显；世主以此论学，悲哉！
19. ↑  《资治通鉴·卷43》：春，正月，辛丑，大司徒韩歆免。歆好直言，无隐讳，帝每不能容。歆于上前证岁将饥凶，指天画地，言甚刚切，故坐免归田里。帝犹不释，复遣使宣诏责之；歆及子婴皆自杀。歆素有重名，死非其罪，众多不厌；帝乃追赐钱谷，以成礼葬之。
20. ↑  《资治通鉴·卷43》：陈留董宣为雒阳令。湖阳公主苍头白日杀人，因匿主家，吏不能得。及主出行，以奴骖乘。宣于夏门亭候之，驻车叩马，以刀画地，大言数主之失。叱奴下车，因格杀之。主即还宫诉帝，帝大怒，召宣，欲棰杀之。宣叩头曰：“愿乞一言而死。”帝曰：“欲何言？”宣曰：“陛下圣德中兴，而纵奴杀人，将何以治天下乎？臣不须棰，请得自杀！”即以头击楹，流血被面。帝令小黄门持之，使宣叩头谢主，宣不从。强使顿之，宣两手据地，终不肯俯。主曰：“文叔为白衣时，藏亡匿死，吏不敢至门；今为天子，威不能行一令乎？”帝笑曰：“天子不与白衣同。”因敕：“强项令出。”赐钱三十万，宣悉以班诸吏。由是能搏击豪强，京师莫不震慓。
21. ↑  《后汉书·卷三十五·张曹郑列传第二十五》：十九年，乃与太仆朱浮共奏言：“陛下兴于匹庶，荡涤天下，诛锄暴乱，兴继祖宗。窃以经义所纪，人事众心，虽实同创革，而名为中兴，宜奉先帝，恭承祭祀者也。元帝以来，宗庙奉祠高皇帝为受命祖，孝文皇帝为太宗，孝武皇帝为世宗，皆如旧制。又立亲庙四世，推南顿君以上尽于舂陵节侯。礼，为人后者则为之子，既事大宗，则降其私亲。今禘祫高庙，陈序昭穆，而舂陵四世，君臣并列，以卑厕尊，不合礼意，设不遭王莽，而国嗣无寄，推求宗室，以陛下继统者，安得复顾私亲，违礼制乎？昔高帝以自受命，不由太上，宣帝以孙后祖，不敢私亲，故为父立庙，独群臣侍祠。臣愚谓宜除今亲庙，以则二帝旧典，愿下有司博采其议。”
22. ↑  《后汉书注·卷三十五·张曹郑列传第二十五》：大宗谓元帝也。据代相承，高祖至元帝八代，光武即高帝九代孙，以代数相推，故继体元帝，故曰“即事大宗”。下又云“宣、元皇帝尊为祖、父”，又曰“自元帝以上祭于洛阳，成帝以下祭于长安”，其义明矣。降其私亲，谓舂陵已下不别序昭穆。
23. ↑  《后汉书·光武帝纪第一上》
24. 1 2  《后汉书·光武帝纪第一下》
25. ↑  《后汉书·光武帝紀第二十九下》
26. ↑  《后汉书·光武帝紀第三十下》
27. ↑  Edwin Keith Broadhead Prophet, Son, Messiah: Narrative Form and Function in Mark (Continuum, 1994) p. 196.
28. ↑  Domenic Marbaniang. .   [December 27, 2024].